# Алексий Врана
Вижте пояснителната страница за други личности с името Врана.
Алѐксий Вра̀на (на гръцки: Ἀλέξιος Βρανᾶς) е византийски благородник и военачалник от края на 12 век. Умира през 1187 г.

## Биография
Алексий Врана има родствена връзка с Комнините. Той е синът на Михаил Врана и Мария Комнина, която е праплеменница на Алексий I Комнин. Самият той е женен за Анна Ватацина, племенницата на Мануил I Комнин, а сестра ѝ Теодора е любовница на Мануил.
Врана е един от относително малкото военачалници, които не се вдигат на бунт срещу Андроник I Комнин, за което бива награден от императора с издигане в званието протосеваст. Врана предвожда няколко успешни походи от негово име, съответно през 1183 г. срещу унгарския крал Бела III, през 1184 г. срещу въстанието, оглавено от Андроник, Исаак II Ангел и Алексий III Ангел и през 1185 г. срещу норманските нашественици на Вилхелм II Сицилиански, които разбива в Битката при Димитрич.
През 1187 г., малко след възцаряването на Исаак II Ангел, Врана е изпратен да потуши Въстанието на Асен и Петър в българските земи, които по това време са под византийско владичество. Този път военачалникът се опълчва на императора, но е победен от Конрад Монфератски – родственик на императора, който ръководи цетъра на имперските части по време на сражение. Врана ранява Конрад, който въпреки това успява да го свали от коня, пробождайки лицето му с копие. След това Алексий Врана е обезглавен от войниците на Конрад. Главата му е занесена в двореца, където е поругана и използвана като топка, след което е показана на съпругата му Анна, която (според историка Никита Хониат) приема смело ужасяващата гледка.
Вероятно след смъртта на Алексий неговият син Теодор Врана става любовник на византийската императрица Агнес Френска. Алексий Врана има и една дъщеря, вероятно наречена Евдокия, която се омъжва за сина на севастократор Йоан Дука – Исаак Ангел.